# Les Bonnets de dentelle
Les Bonnets de dentelle est un roman autobiographique de René Boylesve, publié à titre posthume en 1967 à l'occasion du centenaire de la naissance de l'écrivain. Il raconte quelques années de la vie d'une famille regroupée autour d'une tante dans un grand domaine agricole du Sud de la Touraine.
Le texte du roman, refusé en 1899 par l'éditeur, est repris et paraît en 1901 sous le titre La Becquée.

## Résumé
Après la mort de sa femme Thérèse, M. Lureau-Vélin, notaire à Néans, petite ville du sud de la Touraine, confie à sa tante Félicie son fils Jean. La « tante Félicie » est propriétaire d'un grand domaine rural, les Gélinottes, qu'elle administre de main de maître. Il le faut, car ses revenus font vivre une nombreuse famille d'oncles, de tantes, qui sont hébergés par Félicie. L'oncle Plateau, son mari, bourru et renfermé, semble vivre dans l'ombre de sa femme et partage son temps entre jardinage et chasse.
Adolphe, beau-frère de Félicie et père de Thérèse, « infatigable maladroit, incorrigible inventeur de la poudre, génial crétin », multiplie les déconvenues financières ; il entraîne dans sa ruine son fils Philibert et Félicie n'a d'autre ressource que de rembourser les créanciers, pour éviter le déshonneur de sa famille. La tante Félicie est également fervente catholique, pratiquante, et très attachée aux traditions locales et aux « bonnes mœurs ». Elle n'apprend donc pas avec plaisir qu'une famille d'Américains, des « parpaillots », s'est installée dans un proche château où ils donnent réception sur réception ; elle accepte d'autant moins facilement le projet de remariage de M. Lureau-Vélin avec une amie de ces Américains.
De son côté, Philibert, qui habite Paris, a une fille, Adrienne, gravement malade, mais que Félicie refuse de reconnaître car elle est née hors du mariage. La tante  est cependant contrainte de se rapprocher de son neveu car, souffrant de terribles maux d'estomac, elle décide de consulter à Paris les médecins qui ont sauvé Adrienne. Alors qu'une opération chirurgicale semble inéluctable, Félicie, gagnée par la légèreté et la bonne humeur de son neveu, de sa femme et de la petite Adrienne, se raccroche, dans les  dernières lignes du roman, à l'espoir qu'elle pourra échapper à l'intervention.

## Personnages principaux
- Félicie Plateau, propriétaire du domaine des Gélinottes ;
- M. Lureau-Vélin, notaire ;
- Adolphe, beau-frère de Félicie ;
- Philibert, fils d'Adolphe et beau-frère de M. Lureau-Vélin ;
- Jean, enfant, fils de M. Lureau-Vélin.

## Analyse de l'œuvre

### Roman autobiobraphique

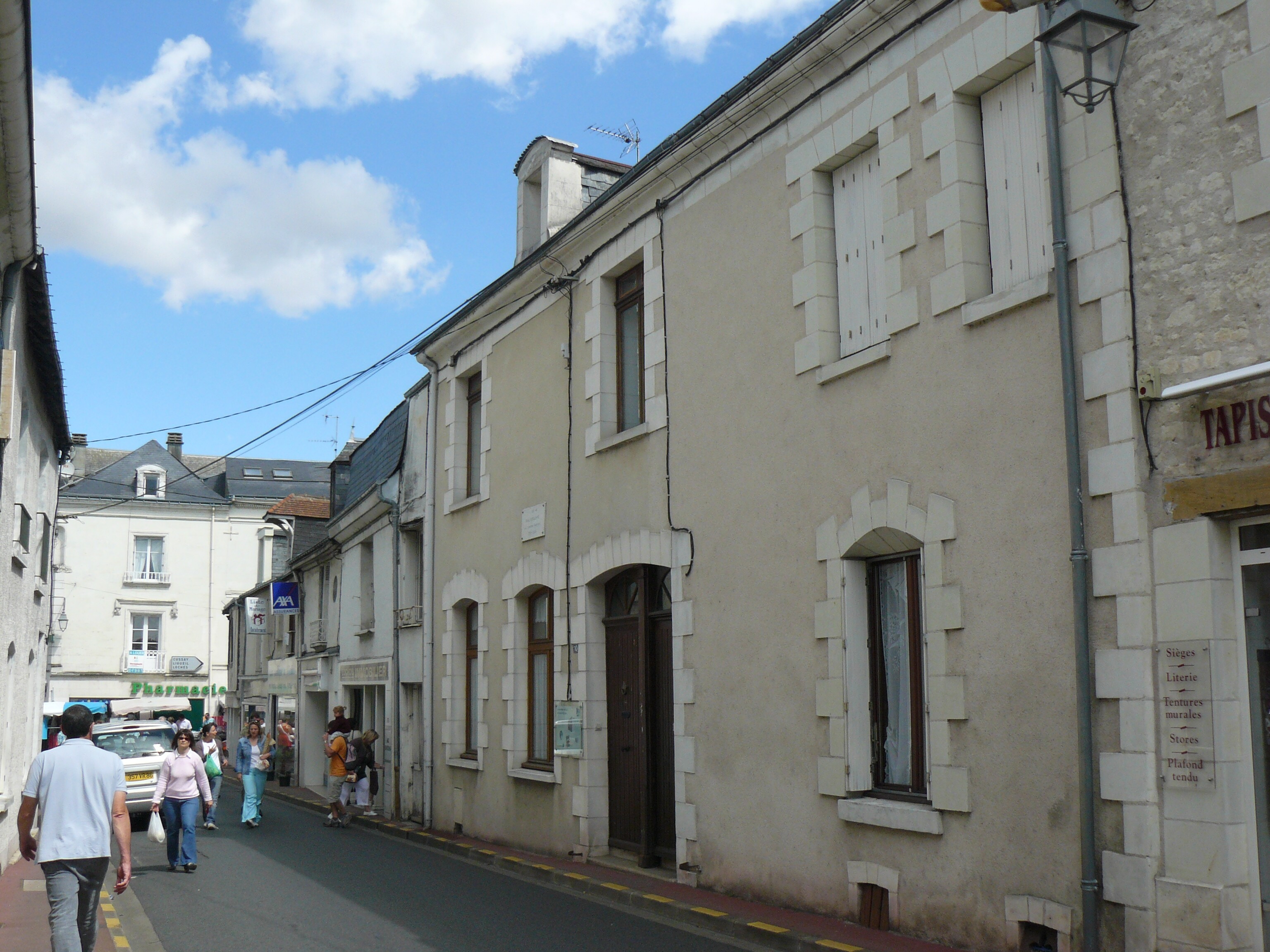
Maison natale de René Boylesve.

Le roman reproduit fidèlement une partie de l'enfance de René Boylesve, Jean dans le roman. Comme lui, il perd sa mère très jeune et son père, notaire, le confie à sa grand-tante Clémence Jeanneau (« tante Félicie »). Comme lui, il grandit entouré d'une famille d'oncles et de tantes très présentes. Adolphe et Philibert gardent leur prénom dans le roman.
Les lieux décrits par Boylesve, pour la plupart réels, correspondent à ceux où l'écrivain a passé son enfance. La Haye Descartes, où il est né, devient Néans. L'ancienne commune de Balesmes, rattachée à la précédente, se retrouve inchangée dans le récit. Le domaine des Gélinottes, de son vrai nom « la Barbotinière », était la propriété de Clémence Jeanneau. Le « chillou du Feuillet », dolmen au pied duquel Félicie peut embrasser du regard  son domaine, existe.

### Principaux thèmes abordés

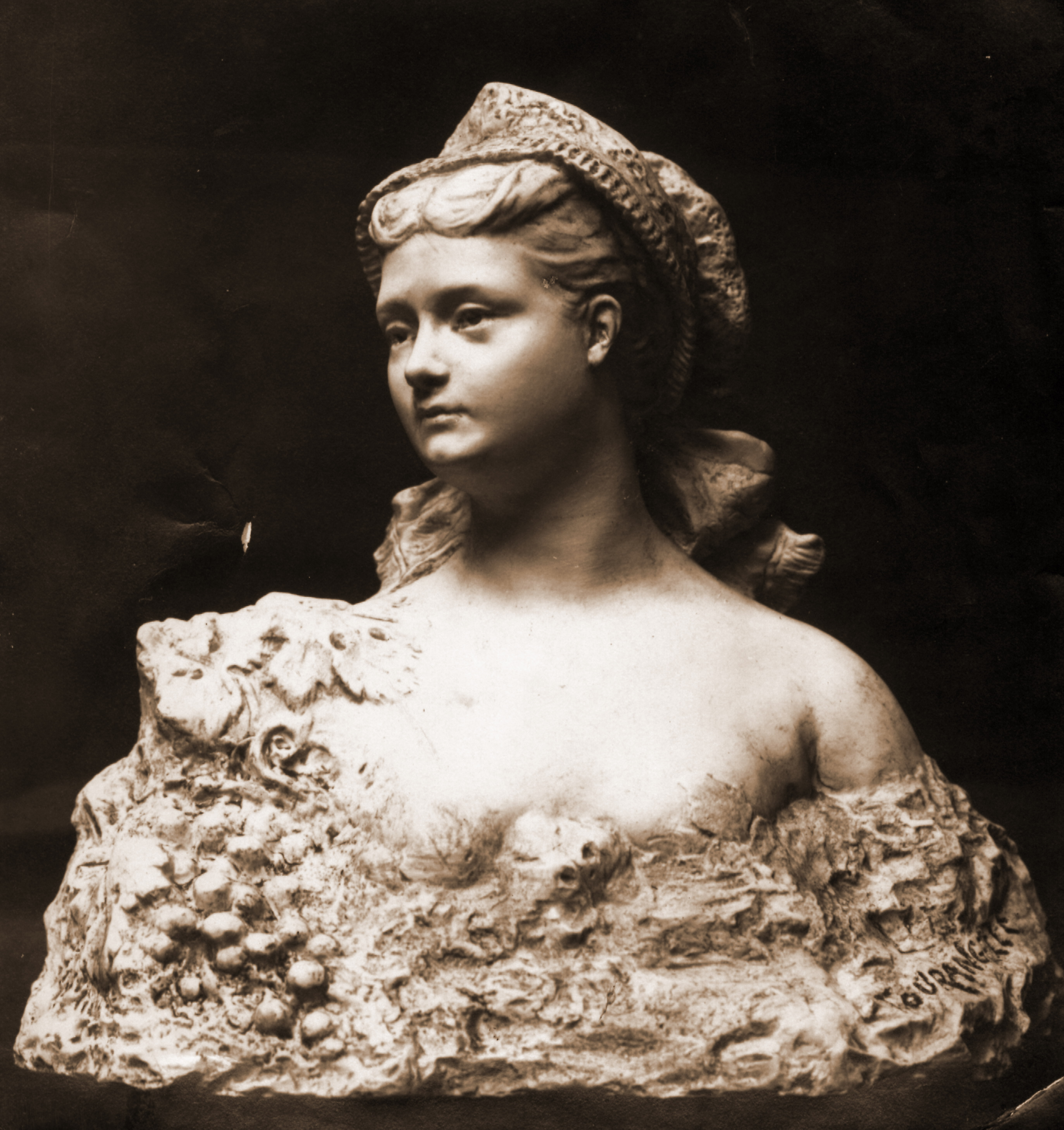
La Tourangelle, coiffée de son bonnet de dentelle, sculpture de Georges Delpérier.

Le titre du roman évoque les coiffes des femmes les plus âgées jusque vers le milieu du XXe siècle. Plutôt que leurs relations les uns aux autres, ce sont surtout les personnages, féminins en premier lieu, qui sont donc décrits. Les hommes sont beaucoup plus en retrait.
Malgré un argument initial tragique, la mort de Thérèse, ou le décès accidentel d'une aïeule centenaire, assommée par une pierre un jour de tempête, le roman est un « chant de la terre » qui se termine sur une note d'espoir .

## Chronologie de la publication
Peut-être sur les conseils de son ami Hugues Rebell, René Boylesve paraît réfléchir dès 1893 à la publication d'un récit autobiographique sur ses souvenirs d'enfance dans le sud de la Touraine. Une première version en semble perdue. En 1899, l'auteur soumet à Louis Ganderax, directeur de la Revue de Paris et pressenti pour publier le récit sous forme de feuilleton, Les Bonnets de dentelle. Dans ce roman, René Boylesve, campé sous les traits du petit Jean, n'est qu'un personnage très secondaire parmi d'autres, mais qui sert de trait d'union entre les différents portraits brossés. Ganderax trouve le texte « intéressant », mais le refuse, estimant que le style n'est pas assez classique, plusieurs personnages ruraux s'exprimant dans un patois très marqué, l'œuvre trop longue et trop touffue : « il faut élaguer, émonder, retrancher, transformer ».
Boylesve reprend donc son projet, le retravaille et deux ans plus tard, le roman, profondément remanié, est publié sous le titre La Becquée : Ganderax a obtenu de Boylesve qu'il transforme le « jardin à l'anglaise » qu'étaient Les Bonnets de dentelle en un « jardin à la française » que sera La Becquée. Edmond Lefort évoque deux périodes dans l'œuvre de l'écrivain René Boylesve : la première va jusqu'à 1900 — Les Bonnets de dentelle en font partie — et son style préfigure d'une certaine manière celui de Marcel Proust ; le seconde, à laquelle il faut rattacher La Becquée, débute en 1900 et se caractérise par un style beaucoup plus sobre, des phrases plus courtes, allant à l'essentiel.
Ce n'est qu'en 1967 que Les Bonnets de dentelle sont publiés, à l'occasion du centenaire de la naissance de René Boysleve :
- Les Bonnets de dentelle, Tours, Gibert-Clarey, coll. « édition du Centenaire », 1967, 214 p.

## Pour en savoir plus